# Alfredo De Antoni
Alfredo De Antoni (Alessandria, 14 luglio 1875 – Roma, 3 dicembre 1953) è stato un attore e regista italiano, attivo in teatro e nel cinema.

## Biografia
Vero nome Alfredo De Antonio. Figlio di Giovanni De Antonio e di Francesca Pronzati, abbandonò gli studi di ragioneria nel 1893 a diciotto anni per entrare nella redazione del giornale a diffusione locale D'Artagnan come caricaturista dove firma con lo pseudonimo di Aramis. Nel 1895 si trasferì a Livorno dove ebbe le prime esperienze teatrali nella compagnia di O. Bonfiglioli. Negli ultimi anni del secolo fu nelle compagnie di L. Ferrati, di Pia Marchi Maggi, con Guido Brignone e con Teresa Maraini. Nel 1900 fece l'incontro con Virgilio Talli che gli affidò un ruolo nella prima rappresentazione di La figlia di Jorio di Gabriele d'Annunzio nel 1904, con lo stesso autore presente in sala; quattro anni più tardi tenne a battesimo un altro dramma dannunziano, La nave dove ebbe il ruolo di Marco Gratico accanto a Evelina Paoli nella Compagnia del Teatro Argentina di Roma diretta da F. Garavaglia. Nel 1909 fu Sem Benelli, in La cena delle beffe ad affidargli il personaggio di Giannetto per la prima rappresentazione assoluta. Queste tre rappresentazioni furono l'apice della sua carriera sul palcoscenico, che in seguito continuò, ma a livelli un po' più modesti.
Dal 1912 decise di passare al cinema muto, come attore e regista: il film d'esordio fu Il bacio di Margherita da Cortona. In seguito, durante gli anni dieci, ebbe modo di dirigere Francesca Bertini in alcuni suoi film di successo. Negli anni '20, a causa della crisi del cinema italiano che portò molte maestranze ad emigrare in Germania, lavorò sempre più saltuariamente; l'ultimo film che diresse, nel 1928, fu Boccaccesca prodotto dalla I.C.S.A. negli stabilimenti cinematografici di Firenze Rifredi. Con l'avvento del cinema sonoro partecipò a una dozzina di pellicole come caratterista, e contemporaneamente rientrò sul palcoscenico per rappresentare opere di Luigi Pirandello e Giovacchino Forzano, anche se anche qui in ruoli secondari. Nel 1942 si ritirò dalle scene. Morì nella capitale italiana all'età di 78 anni.

## Filmografia

### Regista
- Il bacio di Margherita da Cortona (1912)
- Il processo Clémenceau (1917) - anche attore
- Malìa (1917)
- Frou-Frou (1918) - anche attore
- Tosca (1918) - anche attore
- Maman Colibrì (1918)
- Accidia, episodio de I sette peccati capitali (1919)
- Madonna di neve (1919) - anche attore
- Le tre primavere (1919)
- La perfetta ebbrezza (1920) - anche attore
- I due volti di Nunù (1920) - anche attore
- La bambola e l'amore (1920) - anche attore
- Il volto di Medusa (1920) - anche attore
- Il mercante di emozioni (1921) - anche attore
- Il poeta e la principessa (1921) - anche attore
- Totote di Gyp (1921) - anche attore
- La vita e la commedia (1921) - anche attore
- Il sogno d'una notte d'estate a Venezia (1921) - anche attore
- Passioni (1922)
- Miss Dollar (1922)
- Il paese della paura (1923) - anche attore
- Fronda d'ulivo (1923) - anche attore
- Boccaccesca (1928)

### Attore
- Diana, l'affascinatrice, regia di Gustavo Serena (1915)
- Odette, regia di Giuseppe De Liguoro (1916)
- La perla del cinema, regia di Giuseppe De Liguoro (1916)
- Il destino, regia di Gustavo Serena (1916)
- La cieca di Sorrento, regia di Gustavo Serena (1916)
- Lacrymae rerum, regia di Giuseppe De Liguoro (1916)
- Don Giovanni, regia di Edoardo Bencivenga (1916)
- Ferréol, regia di Edoardo Bencivenga (1916)
- Fedora, regia di Giuseppe De Liguoro e Gustavo Serena (1916)
- Baby l'indiavolata, regia di Giuseppe De Liguoro (1916)
- Andreina, regia di Gustavo Serena (1917)
- Fernanda, regia di Gustavo Serena (1917)
- La piccola fonte, regia di Roberto Roberti (1917)
- Martire!, regia di Camillo De Riso (1917)
- Il treno delle 21,15, regia di Amleto Palermi (1933)
- L'avvocato difensore, regia di Gero Zambuto (1934)
- L'anonima Roylott, regia di Raffaello Matarazzo (1936)
- Scipione l'Africano, regia di Carmine Gallone (1937)
- Fermo con le mani!, regia di Gero Zambuto (1937)
- Lo vedi come sei... lo vedi come sei?, regia di Mario Mattoli (1939)
- Sei bambine e il Perseo, regia di Giovacchino Forzano (1940)
- Marco Visconti, regia di Mario Bonnard (1941)
- Il re si diverte, regia di Mario Bonnard (1941)
- Il vagabondo, regia di Carlo Borghesio (1941)
- A che servono questi quattrini?, regia di Esodo Pratelli (1942)
- Miliardi, che follia!, regia di Guido Brignone (1942)